# 남아메리카판
남아메리카판(南America板 , South American Plate)은 남아메리카 대륙과 그 동측에 있는 대서양 일부의 지각 및 맨틀 위쪽의 암권을 형성하는 대륙판이다.

## 역사
곤드와나 대륙이 분열해서 생긴 서곤드와나 대륙이, 백악기 무렵이 되면 대서양 중앙 해령을 경계로 남아메리카 대륙과 아프리카 대륙으로 분열하게 된다. 그리고 동시에 태평양판이 남아메리카 대륙의 서측으로 가라앉음으로써, 남북으로 긴 안데스산맥이 형성되었다.

## 주변 판과의 관계
콜롬비아에서 칠레에 걸친 태평양 연안은 페루-칠레 해구가 되어 있다. 여기서는 나스카판이 남아메리카판을 향하여 동쪽을 향해 가라앉고 있다. 또, 칠레 남부 부근에서는 나스카판과 해령을 멀리서 접하고 있는 남극판이 가라앉고 있다.
그리고 티에라델푸에고섬의 서쪽에서 스코샤판과 접하고 있다. 티에라델푸에고 섬 남안에서는 변환 단층, 서경 50도 부근에서 동으로는 충돌형 경계(비해령형)으로 변하고 있고, 사우스조지아 사우스샌드위치 제도 부근에서는 사우스샌드위치 해구로 바뀌고 있다. 사우스샌드위치 제도 남단에서 동쪽은 남극판과 접하고 있는데, 여기는 대서양 남극 해령이라고 불리고 있다.
대서양 남극 해령은 본초 자오선(0도) 부근에서 아프리카판과의 삼중접합점(Triple junction)에 이른다. 이에 의해 북측은 아프리카판과 접하고 있으며, 대서양 중양 해령을 이루고 있다. 대서양 중앙 해령은 북위 15도 부근에서 남아메리카ㆍ북아메리카ㆍ아프리카판이 삼중접합점이 되어, 이에 따라 서측은 북아메리카판과 접하는 부분이 된다.
리워드 제도 부근에서 보다 남쪽은 해구가 된다. 이 해구는 토바고섬 부근까지 이어지고, 그곳부터 동쪽 방향의 변환 단층으로 바뀐다. 카라카스의 북쪽에서 경계선은 방향을 북서로 바꾸어, 네덜란드령 안틸레스의 북쪽 앞바다에서 파나마ㆍ콜롬비아 국경 부근까지에서는 해령이나 섭입대(Subduction)가 되고 있다. 리워드 제도에서 파나마ㆍ콜럼비아 국경 지대까지는 카리브판과의 경계이다.

## 같이 보기
- 판 구조론
- 판